# Wilhelm-Dörpfeld-Gymnasium
Das Wilhelm-Dörpfeld-Gymnasium ist ein altsprachlich orientiertes Gymnasium in Wuppertal am Johannisberg unterhalb der Stadthalle. Es ging aus der 1592 eingerichteten Elberfelder Lateinschule hervor, die 1824 als „Evangelisches Gymnasium“ anerkannt wurde. Seit 1936 ist das Gymnasium nach dem Archäologen Wilhelm Dörpfeld benannt, der hier zur Schule gegangen war.

## Geschichte

### Anfänge
Eine Schule bestand in Elberfeld schon vor der Reformation. Urkundlich fassbar wird ein gewisser Johan Sinschet als „scholmester“ erst im Jahre 1519. Diese Schule war jedoch nur eine sogenannte „Deutsche Schule“ ohne Fremdsprachenunterricht, vergleichbar einer Volksschule. Das alte Elberfelder Gymnasium führt seinen Ursprung daher erst auf das Jahr 1592 zurück, in dem die reformierte Gemeinde zu Elberfeld der Deutschen Schule eine Lateinklasse anschloss, die unter einem eigenen Rektor stand und in der Unterricht in Latein, Griechisch und Hebräisch erteilt wurde. Dies war der Beginn eines Schulunterrichts mit gymnasialem Charakter im heutigen Wuppertal.
Finanziert wurde die Lateinklasse aus dem umgewidmeten Stiftungsvermögen des ehemaligen Katharinenaltars. Ihr Zweck war die Vorbereitung künftiger Gelehrter auf den Besuch einer Hohen Schule (im 17. Jahrhundert meist Herborn) oder Universität (oft Duisburg).

### Schulgebäude

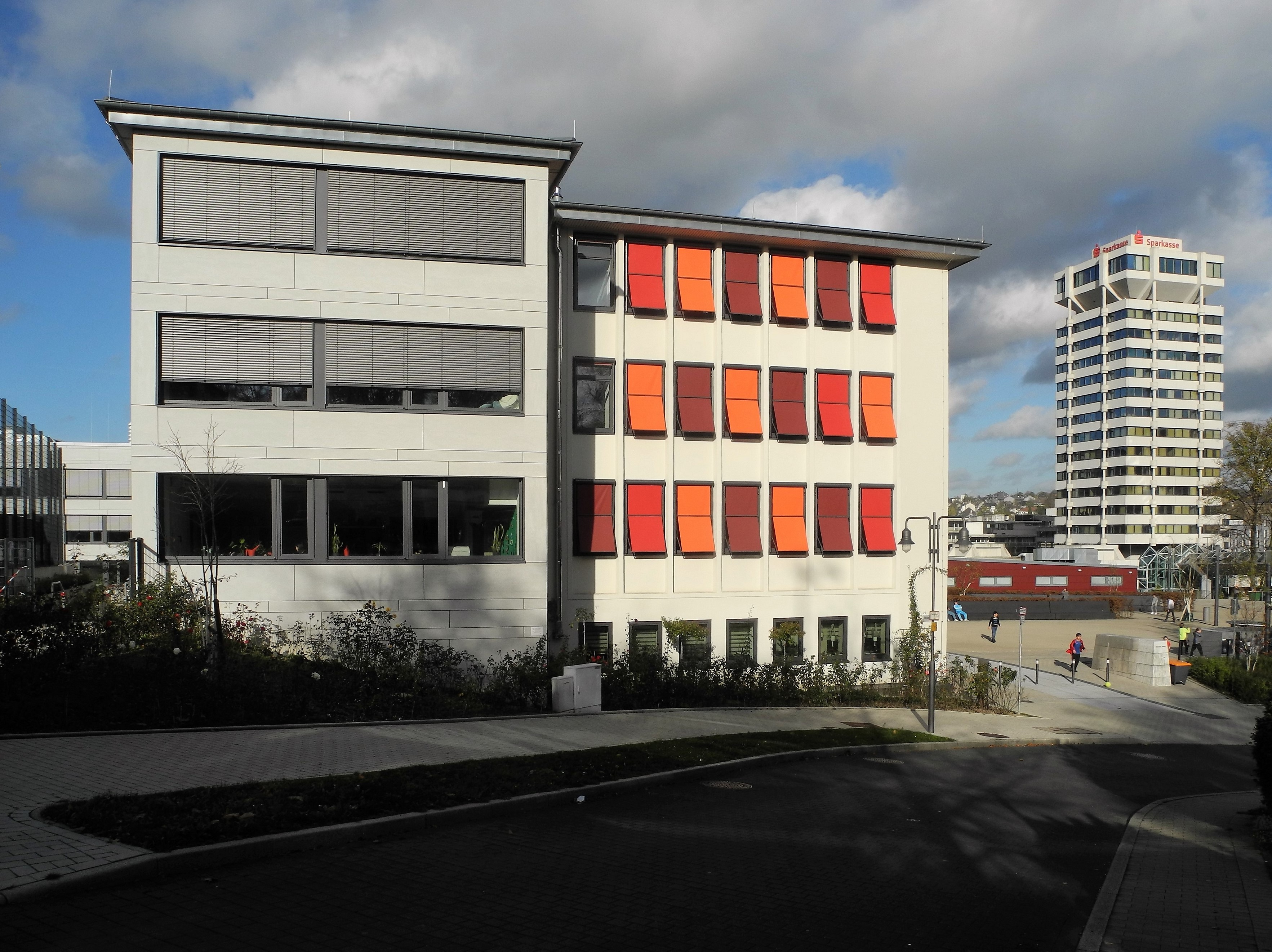
Wilhelm-Dörpfeld-Gymnasium, 2022

Deutsche Schule und Lateinschule bestanden bis zur Ausgliederung der Realschule 1830 unter einem Dach. Das ursprüngliche Schulgebäude auf dem Kirchhof der ehemaligen Laurentiuskirche fiel 1687 dem Elberfelder Stadtbrand zum Opfer. Deutsche und Lateinische Schule fanden eine Notunterkunft im „Hospital“ (Armenhaus) am Mäuerchen, bis man 1718 in einen Neubau am reformierten Kirchplatz ziehen konnte. 1821 zog die Schule in das ehemalige Vereinshaus der Lesegesellschaft an der Grünstraße (heute an diesem Platz: der Kaufhof), 1876 ins Gebäude der Gewerbeschule am Döppersberg. 1893 bezog sie am heutigen Standort (damals „Kölner Straße 41/45“) einen Neubau, der jedoch 1943 im Zweiten Weltkrieg zerstört wurde. Die Schule wurde ausgelagert, ein Teil der Schülerschaft ins thüringische Gera evakuiert. Nach dem Krieg setzten Anfang Oktober 1945 einige Lehrer und Schüler den Schulbetrieb im Sparkassengebäude am Mäuerchen (heute Standort des City-Centers) fort. Der heutige Neubau am letzten regulären Standort (nunmehr „Johannisberg 20“) wurde in den 1950er Jahren errichtet.

### Entwicklung
In den Wirren des Spanisch-Niederländischen und des Dreißigjährigen Krieges und der Gegenreformation kam auch in Elberfeld der Schulbetrieb vorübergehend zum Erliegen.
Die preußische Regierung erkannte 1824 die Lateinische Schule als „evangelisches Gymnasium“ an. Für den unabhängigen Fortbestand des Gymnasiums setzte sich vor allem der Bankier Daniel von der Heydt in seiner Eigenschaft als damaliger Scholarch 1833 persönlich beim preußischen König Friedrich Wilhelm III. ein.
Den an preußischen Gymnasien ehemals hohen wissenschaftlichen Anspruch bezeugen die in Elberfeld seit 1831 bis wenigstens 1929 jährlich herausgegebenen Schulprogramme, die neben den Lehrplänen und Prüfungsfragen bis zur Jahrhundertwende auch stets einen fachwissenschaftlichen Aufsatz eines Mitglieds des Kollegiums enthielten. So etwa:
- 1833: Über Plutarchs religiös-sittliche Weltansicht[2]
- 1845: Über Cædmon, den ältesten angelsächsischen Dichter, und seine metrische Paraphrase der heiligen Schrift[3]
- 1871: Soterichi ad Nicomachi Geraseni introductionem arithmeticam de Platonis Psychogonia Scholia[4]

1931, zwei Jahre nach der Vereinigung Barmens und Elberfelds zur Stadt Wuppertal, wurde das Elberfelder Gymnasium mit dem Barmer Gymnasium unter der Kompromiss-Bezeichnung „Barmer Gymnasium zu Elberfeld“ zusammengeschlossen. Da das alte Barmer Gymnasium auf die 1579 gegründete „Amtsschule“ zurückging, feierte das Wilhelm-Dörpfeld-Gymnasium 1979 und 2004 sein 400 und 425-jähriges Bestehen. Zu einer Lateinschule war die Barmer „Amtsschule“ jedoch erst um 1600 geworden.
Um einer propagandistischen Umbenennung durch die Nationalsozialisten in „Langemarck-Schule“ zuvorzukommen, wählte 1936 das Stiftungskuratorium einen verdienten ehemaligen Schüler, den Altphilologen und Troja-Ausgräber Wilhelm Dörpfeld, als Namensgeber.
1953 wurde die Patenschaft für das von 1308 bis 1945 bestehende Stadtgymnasium Liegnitz übernommen.

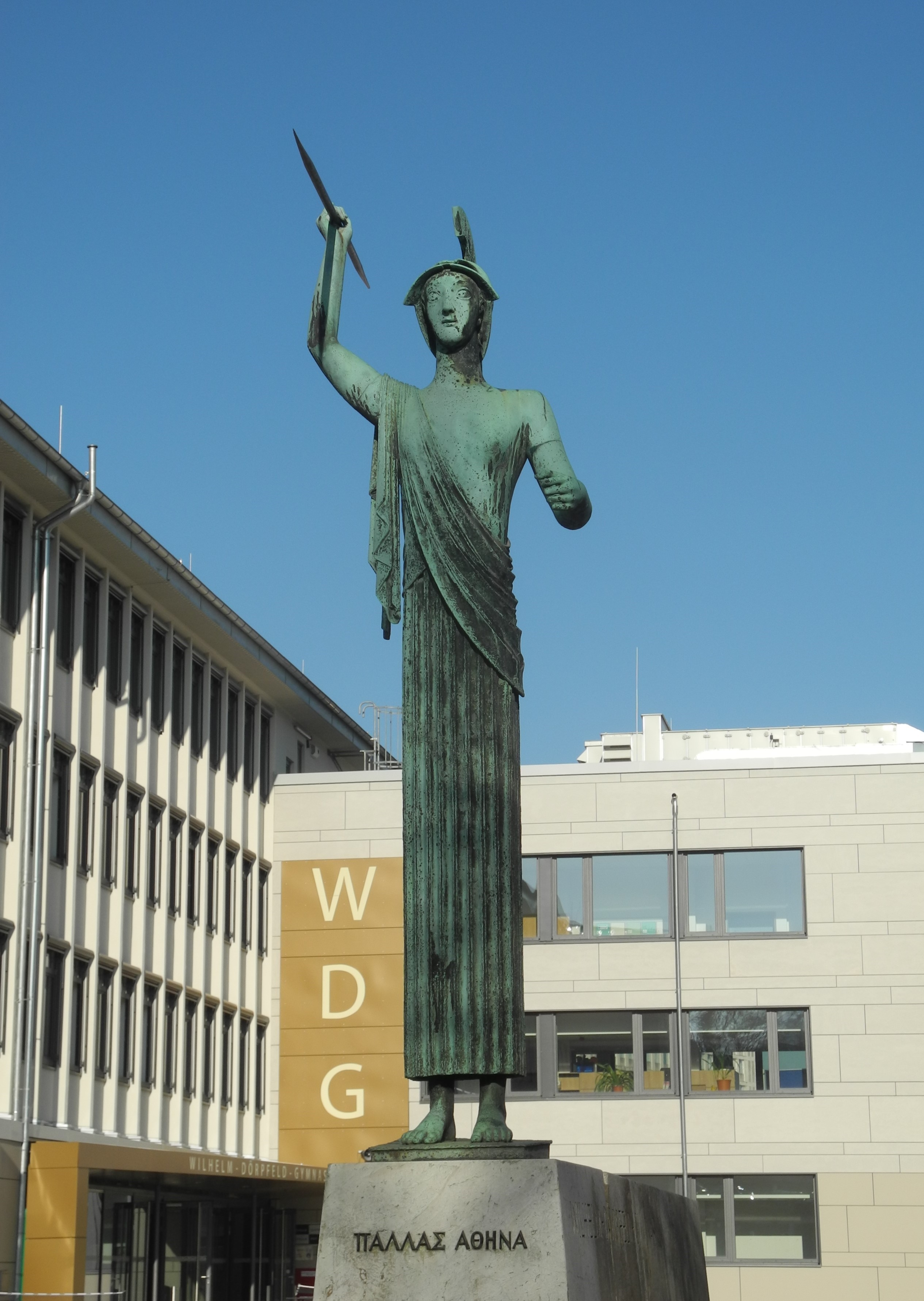
Die Statue der Pallas Athene vor dem Schuleingang

1957 wurde im Eingangsbereich zum Schulhof eine von dem Bildhauer Arno Breker geschaffene Statue der griechischen Schutzgöttin der Wissenschaften Pallas Athene aufgestellt. Die heute umstrittene Skulptur steht seit 1997 unter Denkmalschutz. Nachdem sie 2003 umgestürzt und beschädigt worden war, weist eine Tafel auf die Auseinandersetzung mit Breker hin. Die Schulkonferenz beschloss 2018, die Statue zu entfernen, was die Stadt aus Denkmalschutzgründen abgelehnte. 2021 wurde die Pallas Athene für eine Ausstellung ins Deutsche Historische Museum gebracht. Seitdem ist sie eingelagert. Mit Mitteln des Landeskulturministeriums beauftragte die Stadt 2022 einen künstlerischen Gegenentwurf.
Nachdem der größte Raum der Schule bis dahin nur 130 Personen fasste, erhielt sie im Jahr 2007 erstmals seit der Zerstörung im Zweiten Weltkrieg wieder eine eigene Aula. Entworfen wurde das Gebäude vom Wuppertaler Architekten Christoph Goedeking, finanziert wurde der Bau großteils durch Sponsorenprojekte im Rahmen der 425-Jahr-Feier 2005. Durch Ehemalige und Förderer der Schule kamen mehr als eine Million Euro zusammen.
Weiterhin besteht seit 2009 eine eigene Schulbibliothek. Durch den Neubau der Aula ist der entsprechende Raum frei geworden und beherbergt derzeit fast 4000 Medien, darunter über 3500 Bücher. In dem Raum sind neben einigen Computern zur Internetrecherche auch zahlreiche Einzelarbeitstische vorhanden. Die ehemalige historische Bibliothek des alten Gymnasiums Elberfeld war mit ca. 12.000 Bänden in den 1920er/1930er Jahren an die Stadtbibliothek Wuppertal abgegeben worden. In der Schule verbliebene Restbestände von „rund 60 Büchern aus den Jahren 1495 bis 1903“ wurden 2017 der Bibliothek der Bergischen Universität Wuppertal übereignet.
Schulleiterin ist seit dem Schuljahr 2011/2012 Claudia Schweizer-Motte.
Vom Sommer 2015 bis zum Januar 2019 wurden die Schulgebäude von Grund auf renoviert. Für die Dauer der Arbeiten wurde das ehemalige Gebäude der Justizvollzugsschule Nordrhein-Westfalen auf der Hardt angemietet. Die gesamten Planungs- und Baukosten betrugen etwa 23 Millionen Euro.

### Amoklauf 2024
Am 22.02.2024, kurz vor zehn Uhr, fand am Wilhelm-Dörpfeld-Gymnasium ein Amoklauf eines 17jährigen Schülers statt. Es gab Verletzte, jedoch keine Toten.

## Profil
Wie in nur noch wenigen anderen Gymnasien in Nordrhein-Westfalen beginnt der Fremdsprachenunterricht für alle Schüler in der fünften Klasse mit Latein und Englisch. In den Differenzierungskursen ab der achten Klasse kann man zwischen Französisch, Altgriechisch, Biologie-Physik sowie Politik-Informatik wählen. Ab der zehnten Klasse kommen wählbare Kurse in Hebräisch, Italienisch, Philosophie, Literatur und Sozialwissenschaften hinzu.
Als Leistungskurse werden Deutsch, Englisch, Französisch, Geschichte, Erdkunde, Sozialwissenschaften, Mathematik, Biologie und Physik angeboten.
Als Projektkurse in der Oberstufe werden derzeit Didaktik der Naturwissenschaften, Englisch, Elementarteilchen und Kunst-Philosophie angeboten.

## Ehemalige Schüler
- Werner Teschenmacher (1590–1638), Humanist und reformierter Theologe
- Caspar Sibel (1590–1658), reformierter Theologe
- Heinrich Hulsius (1654–1723), reformierter Theologe und Hochschullehrer
- Daniel von der Heydt (1802–1874), Bankier, Unternehmer und Politiker
- Johann Anton Friedrich Baudri (1804–1893), Generalvikar und Weihbischof
- August Rauschenbusch (1816–1899), baptistischer Theologe
- Carl de Haas (1817–1875), deutschamerikanischer Pädagoge, Schriftsteller, Journalist und Zeitungsherausgeber
- Louis de Leuw (1819–1858), Allgemeinmediziner, Augenarzt, Chirurg
- Friedrich Engels (1820–1895), Gesellschaftstheoretiker und Ökonom
- Eduard Thönen (1827–1854), einer der Anführer des Eureka-Stockade-Aufstands in Australien
- Victor Weidtman (1853–1926), Manager und Politiker
- Friedrich Philippi (1853–1930), Historiker und Hochschullehrer
- Wilhelm Dörpfeld (1853–1940), Archäologe (Olympia, Troja, Tiryns, Pergamon) und Bauforscher
- Hugo Reich (1854–1935), evangelischer Geistlicher
- Karl Ebermaier (1862–1943), Gouverneur von Kamerun
- Wilhelm Pfitzinger (1864–ca. 1926), Chemiker
- Oscar Bluemner (1867–1938), Maler der Moderne
- Adolf Schulten (1870–1960), Archäologe (Numantia, Tartessos)
- Eugen Schmalenbach (1873–1955), Wirtschaftswissenschaftler
- Gerson Stern (1874–1956), Schriftsteller
- Eduard von der Heydt (1882–1964), Bankier und Kunstsammler
- Julius Schniewind (1883–1948), evangelischer Theologe in der Bekennenden Kirche
- Albert Pütz (1886–1961), Maler der Düsseldorfer Schule
- Alfred Landé (1888–1976), Physiker
- Martin Niemöller (1892–1984), evangelischer Theologe in der Bekennenden Kirche
- Hans Dichgans (1907–1980), Jurist, Manager und CDU-Politiker
- Hans Wolfgang Singer (1910–2006), Ökonom
- Franz Hesse (1917–2013), Theologe und Hochschullehrer
- Heinz-Georg Klös (1926–2014), Direktor des Berliner Zoos
- Klaus Baltzer (1928–2017), Theologe (Alttestamentler)
- Johannes Rau (1931–2006), Politiker (Bundespräsident 1999–2004)
- Willfried Penner (* 1936), Staatsanwalt, SPD-Politiker (Wehrbeauftragter des Deutschen Bundestages 2000–2005)
- Wilfried Barner (1937–2014), Literaturwissenschaftler (Lessing-Experte)
- Wolfram Bickerich (1942–2024), Journalist und Autor
- Jan Wilhelm (1942–2025), Jurist und Hochschullehrer an der Universität Passau
- Peter Kowald (1944–2002), Free-Jazz-Musiker
- Manfred Frank (* 1945), Philosoph und Hochschullehrer
- Jochen Wilhelm (* 1945), Wirtschaftswissenschaftler
- Axel Dirx (1946–2017), Gewerkschafter und Politiker
- Lars U. Scholl (* 1947), Seefahrtshistoriker
- Eleonore Weisgerber (* 1947), Schauspielerin
- Cornelia Römer (* 1953), Papyrologin und Hochschullehrerin
- Peter Jung (* 1955), von 2004 bis 2015 Oberbürgermeister von Wuppertal
- Rotraud Ries, geb. Klingbeil (* 1956), Historikerin
- Stefan Raue, (* 1958), Journalist, Intendant des Deutschlandradios
- Wolf Hoffmann (* 1959), Rockmusiker
- Ralph Tepel (* 1964), Maler und Bildhauer
- Armin Owzar (* 1964), Historiker
- Christoph Maria Herbst (* 1966), Schauspieler
- Stefan Koldehoff (* 1967), Journalist und Autor
- Steffen Möller (* 1969), Kabarettist
- Klaus Müller (* 1971), Politiker, Verbraucherschützer und Präsident der Bundesnetzagentur
- Bettina Billerbeck (* 1972), Journalistin, Chefredakteurin bei Gruner & Jahr
- Tobias Zielony (* 1973), Fotograf
- Helge Lindh (* 1976), Politiker
- Christian Orth (* 1977), Altphilologe und Hochschullehrer
- Sarah Zerbes (* 1978), Mathematikerin und Hochschullehrerin

## Ehemalige Lehrer
- Friedrich Adolf Wilhelm Diesterweg (1790–1866), Pädagoge
- Heinrich Karl Brandes (1798–1874), Reiseschriftsteller
- Dietrich Wilhelm Landfermann (1800–1882), Pädagoge und Politiker
- Adolph Kolping (1813–1865), Priester und „Gesellenvater“
- Wilhelm Crecelius (1828–1889), Historiker
- Gideon Vogt (1830–1904), klassischer Philologe und Pädagoge
- Georg Kaibel (1849–1901), klassischer Philologe
- Wilhelm Ohnesorge (1855–1943), Historiker
- Hans von Arnim (1859–1931), klassischer Philologe
- Hermann Zivi (1867–1943), Kantor und Komponist
- Joseph Norden (1870–1943), Rabbiner
- Emil Schulten (1871–1938), Wanderschriftsteller und Höhlenforscher
- August Frickenhaus (1882–1925), Archäologe
- Edmund Bigott (1910–1943 (vermisst)), klassischer Philologe

## Ehemalige Direktoren
- Johann Leonhard Weidner (1588–1655), Humanist
- Hermann Crusius (1640–1693), lateinischer Dichter
- Karl Wilhelm Bouterwek (1809–1868), Gründer des Bergischen Geschichtsvereins
- Karl Bardt (1843–1915), klassischer Philologe
- Richard Hoche (1854–1906), klassischer Philologe
- Klaus Zentara (1936–2004), Historiker
- Karl-Wilhelm Weeber (* 1950), Historiker und Altphilologe

## Förderverein
Im Juni 1912 wurde die Vereinigung der Freunde des Wilhelm-Dörpfeld-Gymnasiums zu Wuppertal e. V. gegründet.